# Сехотепкара Иниотеф
Сехотепкара Иниотеф (также известный как Иниотеф IV или Иниотеф V) — фараон Древнего Египта, правивший приблизительно в 1735 — 1734 годах до н. э. Представитель XIII династии (Второй переходный период).

## Артефакты правления
За именем [Сменх]кара Имирмеша в Туринском папирусе следует частично стёртое имя …ка Иниотеф (VI колонка, 22 строка или VII колонка, 22 строка). Историки здесь видят имя Сехотепкара Иниотефа, которое подтверждается находкой нижней половины сидящей статуи из храмового комплекса богини Рененутет в Мединет Мади в Файюме, помеченной данным именем. Ныне этот фрагмент статуи находится в Египетском музее в Каире (JE 67834). Фараон Сехотепкара Иниотеф, возможно, также упоминается и в Карнакском царском списке под своим личным именем Иниотеф (№ 23).
Найдена также цилиндрическая печать с картушем фараона Хотепкара, вероятно это тот же фараон [Се]хотепкара Иниотеф (без каузативного «се»).

## Имена Сехотепкара Иниотефа
| nswt&bity |

| nswt&bity |

| N5 | S29 | R4 · X1 · Q3 | D28 |

| N5 | S29 | R4 · X1 · Q3 | D28 |

| N5 | S29 | R4 · X1 · Q3 | D28 |

| N5 | S29 | R4 · X1 · Q3 | D28 |

| N5 | S29 | R4 · X1 · Q3 | D28 |

| N5 | S29 | R4 · X1 · Q3 | D28 |

| N5 | S29 | R4 · X1 · Q3 | D28 |

| N5 | S29 | R4 · X1 · Q3 | D28 |

| N5 | R4 | D28 |

| N5 | R4 | D28 |

| N5 | R4 | D28 |

| N5 | R4 | D28 |

| N5 | R4 | D28 |

| N5 | R4 | D28 |

| N5 | R4 | D28 |

| N5 | R4 | D28 |

| Ba15 | Ca1 | N5 | S29 | R4 · X1 | Q3 | Ba15a | D28 | Z1 | Ca2 |

| Ba15 | Ca1 | N5 | S29 | R4 · X1 | Q3 | Ba15a | D28 | Z1 | Ca2 |

| G39 | N5 |

| G39 | N5 |

| W25 | X1 · I9 |

| W25 | X1 · I9 |

| W25 | X1 · I9 |

| W25 | X1 · I9 |

| W25 | X1 · I9 |

| W25 | X1 · I9 |

| W25 | X1 · I9 |

| W25 | X1 · I9 |

| W25 · N35 | X1 · Ba15s · I9 · Ba15as | G7 |

| W25 · N35 | X1 · Ba15s · I9 · Ba15as | G7 |

| W25 · N35 | X1 · Ba15s · I9 · Ba15as | G7 |

| W25 · N35 | X1 · Ba15s · I9 · Ba15as | G7 |

| W25 · N35 | X1 · Ba15s · I9 · Ba15as | G7 |

| W25 · N35 | X1 · Ba15s · I9 · Ba15as | G7 |

| W25 · N35 | X1 · Ba15s · I9 · Ba15as | G7 |

| W25 · N35 | X1 · Ba15s · I9 · Ba15as | G7 |

| W25 | N35 · X1 · I9 |

| W25 | N35 · X1 · I9 |

| W25 | N35 · X1 · I9 |

| W25 | N35 · X1 · I9 |

| W25 | N35 · X1 · I9 |

| W25 | N35 · X1 · I9 |

| W25 | N35 · X1 · I9 |

| W25 | N35 · X1 · I9 |

## Хронологическое положение и продолжительность правления
Точное хронологическое положение Сехетепкары Иниотефа достоверно неизвестно из-за того, что неизвестны точные даты правления предыдущих правителей династии. Даррелл Бэйкер считает, что он является двадцать третьим правителем в династии, Ким Рихольт называет его двадцать четвертым правителем династии, а Юрген фон Беккерт — девятнадцатым. Кроме того, Рихольт считает, что Сехетепкара Иниотеф был пятым правителем, носящим имя Иниотеф, а Айдан Додсон, фон Беккерт и Даррелл Бэйкер называют его Иниотефом IV.
Продолжительность его правления не видна на папирусе, и этот фрагмент не подлежит восстановлению. В конце записи о правителе говорится следующее: «…и три дня». Ким Рихольт полагает, что в общей сумме длительность правления Семенхкары, Сехетепкары Иниотефа и Сета Мерибры составляет 10 лет. Свидетельства, касающиеся правления Иниотефа, можно обнаружить в Папирусе Булак 18 в котором сообщается, среди прочего, о составе королевской семьи, состоящей из десяти сестер фараона, неопределенного числа братьев фараона, трех дочерей фараона, сына по имени Редиен и фараона-женщины по имени Айя. Несмотря на то, что имя фараона распознать не удалось, анализ папируса, проведенный Рихольтом, говорит о том, что им мог быть Семенхкара или Сехетепкара Иниотеф. Это важное свидетельство, так как папирус сообщает о 3 и 5 годовщинах правления этого фараона. Также дата «пятый год царствования, третий месяц, восемнадцатый день» известна благодаря недостроенному комплексу пирамид возле пирамиды Хенджера, построенному близким наследником Хенджера, возможно, Сехетепкарой Иниотефом.
Точные обстоятельства окончания правления Сехетепкары Иниотефа неизвестны. Рихольт предполагает, что Сет Мерибра узурпировал трон.
| XIII династия                      |                                  |               |
| Предшественник: Сменхкара Имирмеша | фараон Египта XVIII век до н. э. | Преемник: Сет |